# Liotingis
Liotingis is een geslacht van wantsen uit de familie van de Tingidae (Netwantsen). Het geslacht werd voor het eerst wetenschappelijk beschreven door Drake in 1930.

## Soorten
Het genus bevat de volgende soorten:

- Liotingis affinata Drake & Hambleton, 1935
- Liotingis aspidospermae Drake & Hambleton, 1935
- Liotingis evidens Drake, 1930
- Liotingis evidentis Drake, 1930
- Liotingis immaculata (Drake & Hambleton, 1934)